# Jacob Aaron Westervelt
Jacob Aaron Westervelt (Tenafly, 20 gennaio 1800 – New York, 21 febbraio 1879) è stato un politico statunitense, 72° sindaco di New York.